# Das Gleichgewicht der Kräfte
Das Gleichgewicht der Kräfte (Originaltitel: Day of the Dove) ist die nach Ausstrahlungsreihenfolge siebente und nach Produktionsreihenfolge elfte Episode der dritten Staffel der Science-Fiction-Fernsehserie Raumschiff Enterprise. Sie wurde in englischer Sprache erstmals am 1. November 1968 bei NBC ausgestrahlt. In Deutschland war sie zum ersten Mal am 18. April 1988 in einer synchronisierten Fassung bei Sat.1 zu sehen, nachdem das ZDF sie bei der deutschen Erstausstrahlung der Serie in den Jahren 1972 bis 1974 übergangen hatte.

## Handlung
Im Jahr 2268 empfängt die Enterprise einen Notruf von einer Kolonie auf dem Planeten Beta XII-A. Ein Außenteam bestehend aus Captain Kirk, Schiffsarzt McCoy, Navigator Chekov und Sicherheitsoffizier Johnson beamt auf die Oberfläche, kann dort aber weder Spuren eines Angriffs noch eine Kolonie ausmachen. Die Enterprise meldet ein sich näherndes, aber schwer beschädigtes klingonisches Schiff. Plötzlich wird das Außenteam von einem Trupp Klingonen unter Leitung von Captain Kang umzingelt, der Kirk beschuldigt, sein Schiff angegriffen zu haben. Als Entschädigung verlangt er die Übergabe der Enterprise. Plötzlich geht Chekov auf die Klingonen los und schreit, sie hätten seinen Bruder umgebracht. Sie überwältigen ihn leicht und fügen ihm mit einem Gerät starke Schmerzen zu. Kirk willigt nun ein, sein Schiff zu übergeben. Über Funk weist er seinen ersten Offizier Spock an, alle hochzubeamen, gibt aber gleichzeitig ein geheimes Notsignal. Spock lässt daraufhin das Außenteam zuerst im Transporterraum materialisieren und anschließend die Klingonen von einem Sicherheitstrupp festnehmen. Das klingonische Schiff gibt gefährliche Strahlung ab. Kirk lässt die noch an Bord befindlichen Überlebenden auf die Enterprise beamen und das Schiff anschließend zerstören. Sowohl von der Besatzung als auch von den Klingonen unbemerkt schleicht sich vom Planeten aus ein körperloses Energiewesen auf der Enterprise ein.
Kirk will das Sternenflottenkommando über den Vorfall unterrichten, doch Kommunikationsoffizierin Uhura kann keine Verbindung herstellen. Gleichzeitig spielen die Schiffssysteme verrückt. Die Enterprise beschleunigt selbstständig auf Warp 9 und setzt einen Kurs, der aus der Galaxie herausführt. Zudem schließen sich die Schotten und ein Großteil der Besatzung wird in den unteren Decks eingeschlossen. Kirk hält die Klingonen für verantwortlich und begibt sich mit einem Sicherheitstrupp in die Messe, wo sie gefangen gehalten werden. Kang bestreitet jede Kenntnis zu den Vorfällen. Als ein Streit ausbricht, verwandeln sich plötzlich mehrere Gegenstände in der Messe in Schwerter. Die Klingonen ergreifen sie. Als Kirks Sicherheitsleute sich mit ihren Phasern wehren wollen, werden auch die zu Schwertern. Johnson wird verletzt und Kirks Leute sind zum Rückzug gezwungen. Den Klingonen gelingt es, Teile des Schiffs unter ihre Kontrolle zu bringen.
Auf der Brücke befiehlt Kirk Steuermann Sulu, den Maschinenraum und den Ersatzkontrollraum zu sichern. Chekov besteht darauf, sich dem Kampf gegen die Klingonen anzuschließen. Er verweist erneut auf seinen toten Bruder und verlässt die Brücke. Sulu ist von dieser Aussage überrascht, denn seines Wissens hat Chekov gar keinen Bruder. Einige Klingonen besetzen unterdessen den Ersatzkontrollraum und versuchen, die Enterprise in den Raum des klingonischen Reichs zu steuern. Kangs Frau Mara stellt fest, dass sich auf den oberen Decks genausoviele einsatzfähige Klingonen wie Sternenflottenoffiziere befinden. Chefingenieur Scott scheitert daran, die eingeschlossenen Besatzungsmitglieder auf den unteren Decks zu befreien, denn das Metall der Schotten ist aus irgendeinem Grund undurchdringlich. Auch die Waffenkammer bietet keine Hilfe, denn auch dort haben sich alle Phaser in Schwerter verwandelt. Den Klingonen gelingt es jetzt, den Maschinenraum zu übernehmen.
Auf der Brücke registriert Spock die Anwesenheit des fremden Energiewesens. Er vermutet, dass es nicht nur für Chekovs falsche Erinnerungen verantwortlich ist, sondern auch für den fingierten Notruf und die Vorfälle auf der Enterprise. Kirk will nun einen Waffenstillstand mit Kang erreichen, doch McCoy besteht darauf, dass die Klingonen bis zum Tod bekämpft werden müssen. Auch Scott ist ganz wild aufs Kämpfen und Kirk schlussfolgert, dass die Gedanken der Besatzung irgendwie von dem fremden Wesen beeinflusst werden.
Die Klingonen wollen vom Maschinenraum aus die Lebenserhaltung auf der Brücke abstellen. Sulu versucht, das System zu überbrücken, stellt dann aber erstaunt fest, dass die Lebenserhaltung ganz ohne sein Zutun wieder funktioniert. Mara und ein Klingone begeben sich zum Hauptkontrollsystem der Lebenserhaltung, werden aber von Chekov abgefangen. Er schlägt den Klingonen bewusstlos und hat jetzt das Verlangen, Mara zu vergewaltigen. Kirk und Spock treffen ein und können ihn gerade noch stoppen. Kirk bittet Mara, einen Waffenstillstand zu vermitteln, dann bringt er Chekov auf die Krankenstation. Dort hat McCoy inzwischen festgestellt, dass bei der Besatzung selbst schwere Kampfwunden erstaunlich schnell heilen. Offenbar will das fremde Wesen sie am Leben erhalten. Spock, Kirk und Mara verfolgen das Wesen, als plötzlich der genesene Johnson auftaucht und unbedingt wieder gegen die Klingonen kämpfen will. Als ein Streit zwischen ihm und Kirk ausbricht, wird das Leuchten des fremden Wesens sichtlich stärker und Spock wird klar, dass es sich vom Hass ernährt, den die beiden Konfliktparteien füreinander empfinden.
Kirk fordert eine Unterredung mit Kang. Mara hält das zunächst für eine Falle, ist aber schließlich bereit, ihm zu helfen. Gemeinsam beamen sie in den Maschinenraum. Kang beginnt einen Kampf mit Kirk. Durch diese Ablenkung gelingt es weiteren Besatzungsmitgliedern, in den Maschinenraum einzudringen. Kirk jedoch ergibt sich Kang und kann ihn überzeugen, dass sie alle unter dem Einfluss des fremden Wesens stehen. Kang lässt sich schließlich überzeugen und beide befehlen ihren Leuten, sofort alle Kampfhandlungen einzustellen. Die Hassgefühle verschwinden, als nun alle gemeinsam das Wesen verlachen. Dieses wird dadurch geschwächt und verlässt die Enterprise.

## Verbindungen zu anderen Star-Trek-Produktionen
Von den sieben Raumschiff-Enterprise-Folgen, in denen die Klingonen auftreten, ist Das Gleichgewicht der Kräfte die einzige, in der eine weibliche Angehörige dieser Spezies vorkommt.
Einige Elemente aus dieser Folge wurden in späteren Star-Trek-Produktionen wieder aufgegriffen:
- Der Klingone Kang hatte später auch Auftritte in Folge 2.19 (Der Blutschwur) von Star Trek: Deep Space Nine aus dem Jahr 1994 und in Folge 3.02 (Tuvoks Flashback) von Star Trek: Raumschiff Voyager aus dem Jahr 1996. In beiden Folgen wurde er erneut von Michael Ansara gespielt.
- Der Planet Beta XII-A ist in Folge 1.07 (T=Mudd²) von Star Trek: Discovery aus dem Jahr 2017 auf einer Sternenkarte zu sehen.

## Produktion

### Drehbuch
Jerome Bixbys ursprüngliche Geschichte sah vor, dass die Enterprise einen Notruf empfängt, während sie auf dem Weg zu Feierlichkeiten anlässlich des „Friedenstags“ ist, einem Feiertag zum Gedenken an den endgültigen Frieden zwischen allen Staaten der Erde. Diese Geschichte sah zudem mehrere fremde Wesen vor, die aus Energie bestehen, aber in menschlicher Gestalt auftreten. Die Besatzung der Enterprise und die Klingonen sollten gegeneinander kämpfen, sich dann aber gegen die fremden Wesen verbünden und am Ende singend einen Friedensmarsch abhalten.

### Darsteller
Als Anführer der Klingonen sollte eigentlich Kor (gespielt von John Colicos) aus der Folge Kampf um Organia einen erneuten Auftritt bekommen. Colicos war aber zur Produktionszeit nicht verfügbar. So wurde Michael Ansara engagiert, um den neuen Charakter Kang zu spielen. Ansara spielte später auch Jeyal in der Folge 4.21 (Die Muse) von Star Trek: Deep Space Nine aus dem Jahr 1996.
David L. Ross spielte in mehreren Folgen von Raumschiff Enterprise den Sicherheitsoffizier Galloway. Hier spielt er einen anderen Sicherheitsoffizier namens Johnson. Als Ross für die Rolle engagiert wurde, sollte der Name Johnson eigentlich in Galloway geändert werden, was aber letztlich nicht geschah.
Mark Tobin, Darsteller eines Klingonen, spielte auch Joaquin in der Folge Der schlafende Tiger.

## Adaptionen
James Blish schrieb eine Textfassung von Das Gleichgewicht der Kräfte, die auf Englisch erstmals 1975 in der Geschichtensammlung Star Trek 11 erschien. Die deutsche Übersetzung erschien 1977.
Ein Fotoroman zu Das Gleichgewicht der Kräfte erschien 1978 auf Englisch als zehnter Band der Star-Trek-Fotonovel-Reihe. Eine deutsche Übersetzung liegt nicht vor.
Der Comic Blood Reign O'er Me aus der Reihe Star Trek: Klingons – Blood Will Tell von 2007 erzählt die Ereignisse aus Das Gleichgewicht der Kräfte aus der Sicht der Klingonen.

## Rezeption
Charlie Jane Anders führte Das Gleichgewicht der Kräfte 2014 auf gizmodo.com in einer Liste der 100 besten bis dahin ausgestrahlten Star-Trek-Folgen auf Platz 99.
Sven Harvey zählte Das Gleichgewicht der Kräfte 2015 auf der Website Den of Geek als eine der 25 besten Folgen der beiden Serien Raumschiff Enterprise und Die Enterprise.
Silas Lesnick listete Das Gleichgewicht der Kräfte 2018 in einer Aufstellung der 20 besten Folgen von Raumschiff Enterprise auf Platz 16.
Juliette Harrisson empfahl Das Gleichgewicht der Kräfte 2018 auf der Website Den of Geek als eine der Folgen, die man gesehen haben sollte, wenn man die Grundlagen von Star Trek verstehen möchte.
Christian Blauvelt listete Das Gleichgewicht der Kräfte 2022 auf hollywood.com in einem Ranking aller 79 Raumschiff-Enterprise-Folgen auf Platz 47.

## Parodien und Anspielungen
Im Film Koyaanisqatsi von 1982 läuft diese Folge im Fernsehen.
Die seit 1990 regelmäßig in der Zeichentrickserie Die Simpsons auftretenden Außerirdischen Kang und Kodos sind nach dem Klingonen Kang aus dieser Folge und nach Kodos aus der Raumschiff-Enterprise-Folge Kodos, der Henker benannt.
Die Folge 4.12 (Der letzte Trekki) der Zeichentrickserie Futurama von 2002 parodiert zahlreiche Folgen von Raumschiff Enterprise. Unter anderem wird hier Das Gleichgewicht der Kräfte als eine der Folgen von Raumschiff Enterprise genannt, in denen ein Kampf auf Leben und Tod vorkommt.